# Elia Soriano
Elia Soriano (ur. 26 czerwca 1989 w Darmstadt) – włoski piłkarz grający na pozycji napastnika w holenderskim klubie VVV Venlo. Posiada też obywatelstwo niemieckie. Brat Roberto Soriano.

## Kariera piłkarska
Jako junior grał w TSG 46 Darmstadt i SV Darmstadt 98. W 2007 został włączony do zespołu seniorów SV Darmstadt 98. W sezonie 2007/2008 rozegrał w Oberlidze 21 meczów i zdobył dziewięć bramek. W ciągu następnych dwóch lat (2008–2010) rozegrał w Regionallidze 62 mecze i strzelił 23 gole. W 2010 trafił do trzecioligowego VfR Aalen, w którym był zmiennikiem. Od stycznia 2011 do czerwca 2012 występował w czwartoligowym Eintrachcie Frankfurt II. W sezonie 2011/2012 rozegrał w jego barwach 30 meczów i zdobył 17 bramek, zajmując 2. miejsce w klasyfikacji najlepszych strzelców południowej grupy Regionalligi.
W sezonie 2012/2013 był zawodnikiem trzecioligowego Karlsruher SC, w barwach którego wystąpił w 13 meczach (w większości wchodząc na boisko z ławki rezerwowych) i zdobył jednego gola – strzelił bramkę w rozegranym 17 listopada 2012 meczu z Hansą Rostock (3:0). Od lipca 2013 do stycznia 2016 występował w trzecioligowym Stuttgarter Kickers.
W styczniu 2016 został zawodnikiem Würzburger Kickers. W drugiej części sezonu 2015/2016 rozegrał w jego barwach 13 meczów, w których zdobył osiem bramek. Następnie wystąpił w zwycięskim dwumeczu barażowych o awans do 2. Bundesligi z MSV Duisburg (2:0; 1:2) – w drugim spotkaniu rozegranym 24 maja 2016 strzelił gola. W 2. Bundeslidze zadebiutował 7 sierpnia 2016 w przegranym meczu z Eintrachtem Brunszwik (1:2), w którym zdobył bramkę. Sezon 2016/2017 zakończył z 33 występami (30 w pierwszym składzie) i pięcioma bramkami na koncie (strzelił je w meczach z VfL Bochum, TSV 1860 Monachium, Hannoverem 96 i 1. FC Nürnberg). Według ocen magazynu piłkarskiego kicker jego średnia nota w sezonie 2016/2017 wyniosła 3,73.
Pod koniec lipca 2017 przeszedł do Korony Kielce, z którą podpisał roczny kontrakt z opcją przedłużenia o sezon. W Ekstraklasie zadebiutował 7 sierpnia 2017 w meczu z Arką Gdynia (0:0), w którym w 69. minucie zmienił Macieja Górskiego. Pierwszą bramkę dla kieleckiej drużyny zdobył 10 sierpnia 2017 w wygranym spotkaniu 1/16 finału Pucharu Polski z Zagłębiem Sosnowiec (2:1 pd.). Debiutanckiego gola w Ekstraklasie strzelił 9 września 2017 w wygranym meczu z Sandecją Nowy Sącz (1:0), po którym został wybrany do najlepszej jedenastki 8. kolejki. Kolejne bramki zdobył w spotkaniach przeciwko Lechii Gdańsk (5:0), Legii Warszawa (3:2) oraz 9 maja 2018 przeciwko Górnikowi Zabrze (2:2; dwa gole, wybrany do najlepszej jedenastki Ekstraklasy w 35. kolejce). Sezon 2017/2018 zakończył z 22 występami i pięcioma golami w lidze na koncie. Ponadto rozegrał trzy mecze w Pucharze Polski. W połowie czerwca 2018 przedłużył o rok swój kontrakt z Koroną.

## Statystyki
| Sezon                      | Klub                   | Kraj               | Rozgrywki          | Poziom             | Mecze | Bramki |
| -------------------------- | ---------------------- | ------------------ | ------------------ | ------------------ | ----- | ------ |
| 2007/2008                  | SV Darmstadt 98        | Niemcy             | Oberliga           | IV                 | 21    | 9      |
| 2008/2009                  | SV Darmstadt 98        | Niemcy             | Regionalliga       | IV                 | 29    | 12     |
| 2009/2010                  | SV Darmstadt 98        | Niemcy             | Regionalliga       | IV                 | 33    | 11     |
| 2010/2011 (j)              | VfR Aalen              | Niemcy             | 3. Liga            | III                | 12    | 0      |
| 2010/2011 (w)              | Eintracht Frankfurt II | Niemcy             | Regionalliga       | IV                 | 12    | 8      |
| 2011/2012                  | Eintracht Frankfurt II | Niemcy             | Regionalliga       | IV                 | 30    | 17     |
| 2012/2013                  | Karlsruher SC          | Niemcy             | 3. Liga            | III                | 13    | 1      |
| 2013/2014                  | Stuttgarter Kickers    | Niemcy             | 3. Liga            | III                | 33    | 7      |
| 2014/2015                  | Stuttgarter Kickers    | Niemcy             | 3. Liga            | III                | 20    | 6      |
| 2015/2016 (j)              | Stuttgarter Kickers    | Niemcy             | 3. Liga            | III                | 18    | 3      |
| 2015/2016 (w)              | Würzburger Kickers     | Niemcy             | 3. Liga            | III                | 13    | 8      |
| 2016/2017                  | Würzburger Kickers     | Niemcy             | 2. Bundesliga      | II                 | 33    | 5      |
| 2017/2018                  | Korona Kielce          | Polska             | Ekstraklasa        | I                  | 22    | 5      |
| 2018/2019                  | Korona Kielce          | Polska             | Ekstraklasa        | I                  | 33    | 14     |
| 2019/2020                  | VVV Venlo              | Holandia           | Eredivisie         | I                  | 13    | 2      |
| Łącznie w karierze         | Łącznie w karierze     | Łącznie w karierze | Łącznie w karierze | Łącznie w karierze | 321   | 102    |
| Stan na 28 listopada 2019. |                        |                    |                    |                    |       |        |

## Osiągnięcia
SV Darmstadt 98
- Oberliga-Hesja: 2007/2008

Karlsruher SC
- 3. Liga: 2012/2013

Würzburger Kickers
- 3. miejsce w 3. Lidze: 2015/2016 (awans po barażu do 2. Bundesligi)

Indywidualne
- 2. miejsce w klasyfikacji najlepszych strzelców grupy południowej Regionalligi: 2011/2012 (17 goli w 30 meczach; Eintracht Frankfurt II)[2]